# Zalesice (województwo łódzkie)
Zalesice – wieś w Polsce położona w województwie łódzkim, w powiecie piotrkowskim, w gminie Sulejów.
Wieś duchowna, własność klasztoru norbertanów w Witowie położona była w końcu XVI wieku w powiecie piotrkowskim województwa sieradzkiego.
1 lutego 1977 część Zalesic (73 ha) włączono do Piotrkowa Trybunalskiego.
W latach 1975–1998 miejscowość należała administracyjnie do województwa piotrkowskiego.